# Секуя
Секуя (рум. Secuia) — село у повіті Васлуй в Румунії. Входить до складу комуни Мунтеній-де-Жос.
Село розташоване на відстані 271 км на північний схід від Бухареста, 9 км на південний схід від Васлуя, 67 км на південь від Ясс, 127 км на північ від Галаца.

## Населення
За даними перепису населення 2002 року у селі проживали 455 осіб, усі — румуни. Усі жителі села рідною мовою назвали румунську.